# Le Royaume de Lénacie
 (mai 2014).
Le Royaume de Lénacie est une série de romans jeunesse fantastiques écrit par la Québécoise Priska Poirier.
La série compte neuf tomes. 
1. Les Épreuves d'Alek
2. Vague de perturbations
3. Complots et Bravoure
4. Sacrifice déchirant
5. Confrontation ultime
6. Retour aux sources
7. Changement de cap
8. Eaux troubles
9. Le vent dans les voiles

## Résumé
Marguerite est une adolescente de quatorze ans à la vie paisible. Lors d’un voyage au bord de la mer, elle rencontre Gabriel, son gardien. Celui-ci lui révèle qu’elle est une syrmain, c’est-à-dire un être ayant la possibilité d’être à la fois humaine et sirène. 
Une extraordinaire aventure commence alors pour la jeune fille qui se lancera à la découverte du royaume de Lénacie au fin fond de l’océan. C’est là qu’elle fera la connaissance de sa mère biologique et de son frère jumeau Hosh. Appartenant à la famille royale, les deux adolescents participeront aux épreuves d’Alek servant à élire les nouveaux souverains.
Malheureusement, ils ne sont pas seuls et ce sont six couples de jumeaux qui s’affronteront dans ces terribles épreuves où leur vie sera menacée à plus d’une occasion. 
Roman d'action et d’aventures, chaque tome de la série est un best-seller québécois[réf. nécessaire].

## Personnages
Marguerite est l'héroïne de l'histoire. Ses parents adoptifs s'appellent Cynthia et Gaston. Elle a les cheveux noirs comme du jais et les yeux d'un vert éclatant. 
Marguerite a un frère jumeau qui s'appelle Hosh. Leur mère biologique se nomme Una et est la souveraine actuelle du royaume de Lénacie. Hosh et elle forment l'un des couples aspirant à la couronne, ceux-ci doivent surmonter les 
cinq épreuves d'Alek afin de devenir souverains de Lénacie.